# 歐洲衛矛
歐洲衛矛（學名：Euonymus europaeus）是衛矛屬的一種落葉灌木或小喬木，原產於歐洲，後作為觀賞植物引入世界其他地區。
其种加词“europaeus ”意为“欧洲的”。

## 形態
歐洲衛矛高一般在3—6米（10—20英尺）之間，很少超過10米（33英尺），直徑可達20（7.9英寸）。叶椭圆形、对生，边缘有锯齿，夏季為綠色，秋季轉為紫紅或黃綠色。

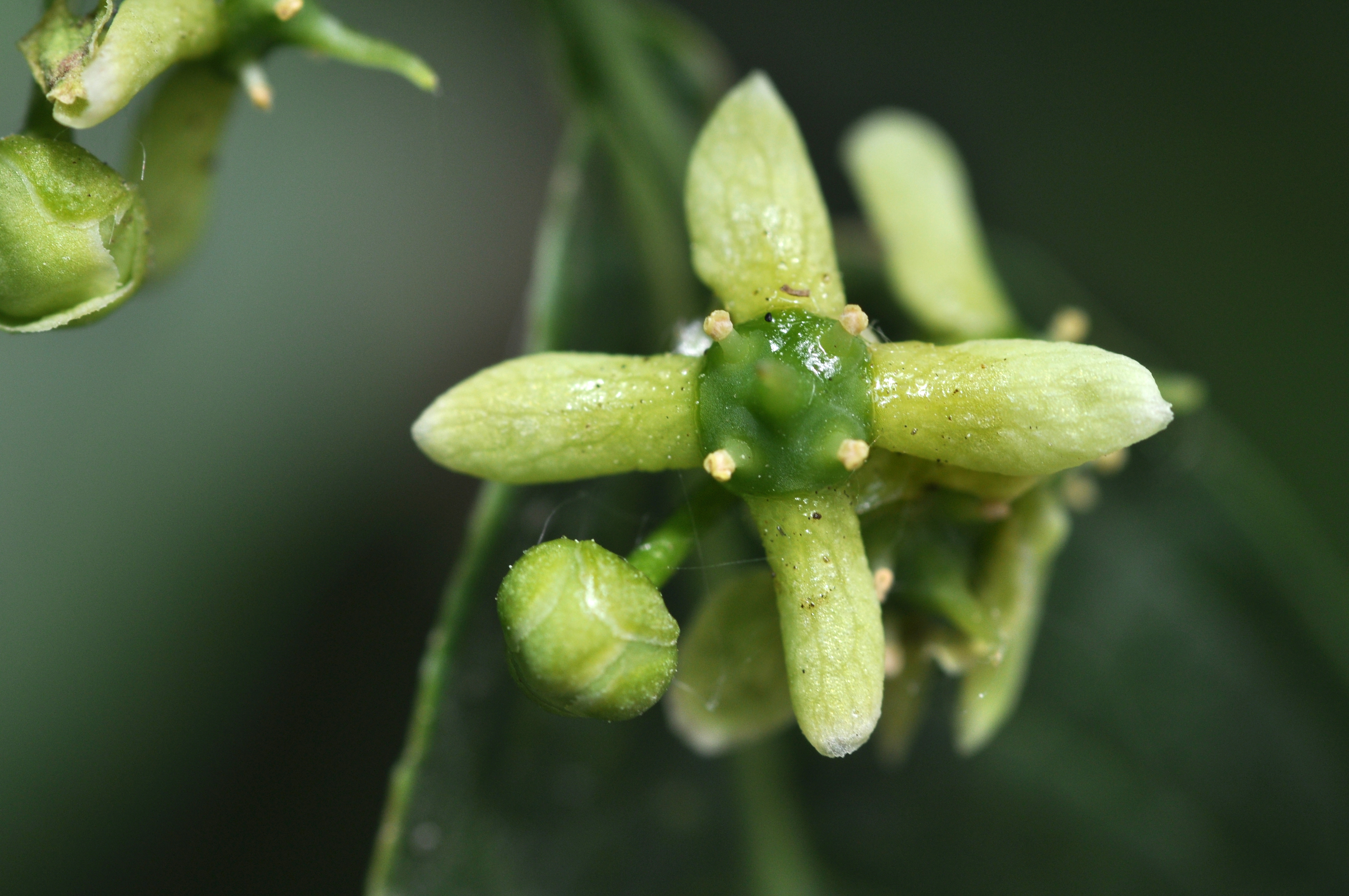
花
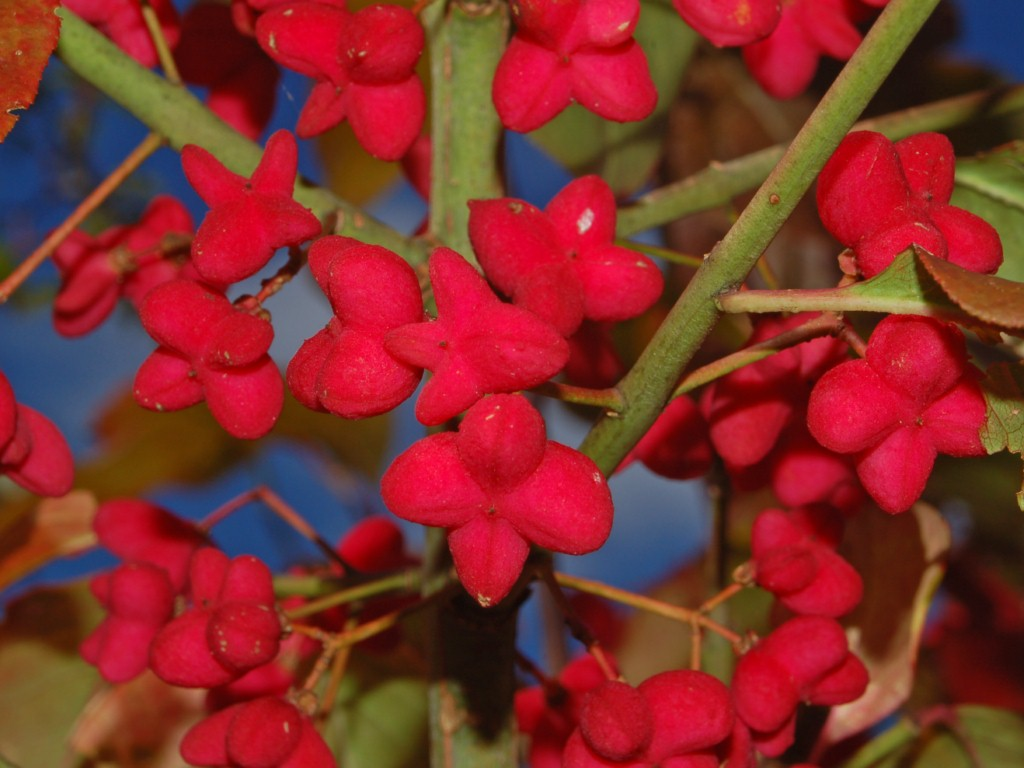
果實
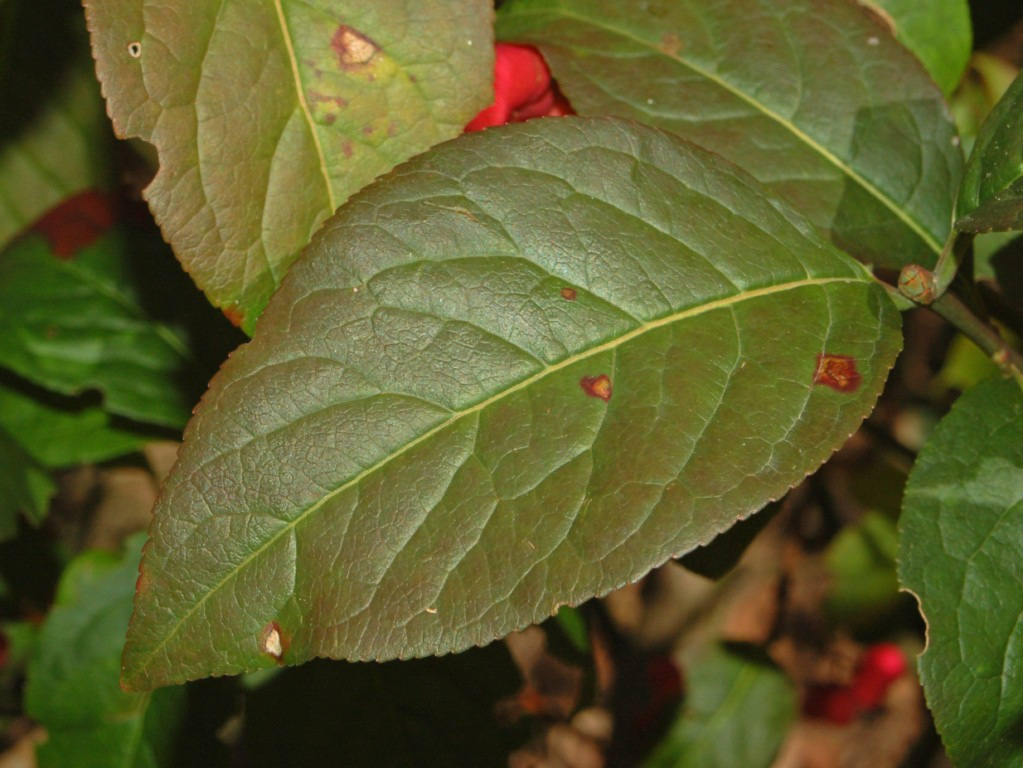
葉
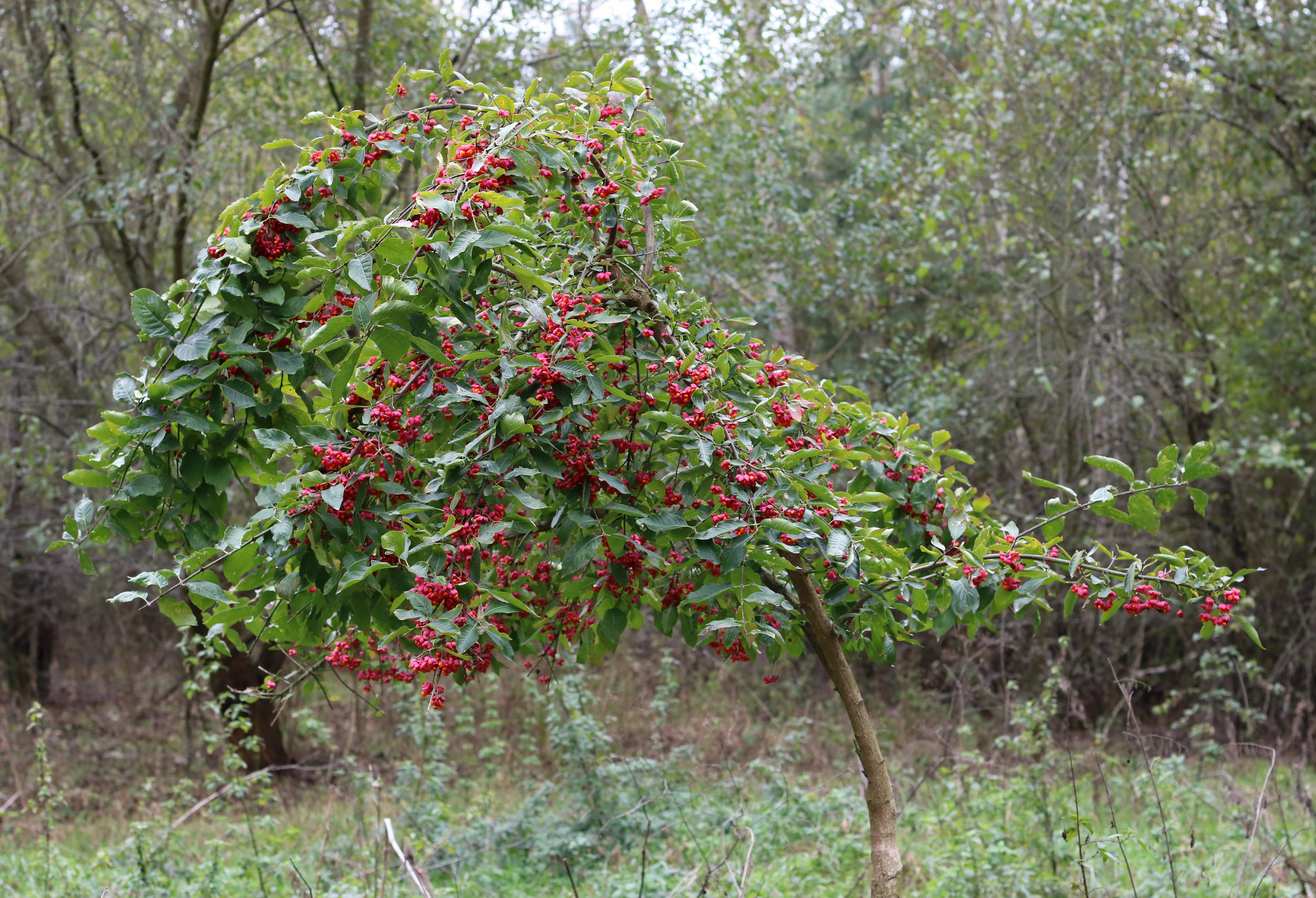
植株

## 外部連接
- . British Wild Flowers. Chest of Books. 2009  [2009-09-24]. （原始内容存档于2010-02-27）.
- . Natural Resources Conservation Service. US Department of Agriculture. 2009  [2009-09-24]. （原始内容存档于2013-05-04）.
- . University of Connecticut Plant Database. University of Connecticut.   [2009-09-24]. （原始内容存档于2009-03-30）.